# تمساح 4
التمساح 4 هي ناقلة جنود مدرعة مصرية مقاومة للكمائن والألغام، ويبلغ وزن المركبة 15 طنًا بما في ذلك حمولة 4 طن. كشف مصنع قادر للصناعات المتطورة، عضو الهيئة العربية للتصنيع، عن مركبة تمساح 4 (4×4) المدرعة خلال معرض إيديكس مصر 2021، معرض الدفاع المصري الذي أقيم في القاهرة في الفترة من 29 نوفمبر إلى 2 ديسمبر 2021. تم تحسينها للعمليات الخاصة وقوات الأمن.

## التصميم
تتميز بهيكل على شكل حرف V لتوفير مساحة لتفريق الانفجار، كما تتميز ببرج قتال آلي مصري الصنع يتم التحكم فيه عن بعد. تعتمد مركبة تمساح 4 المدرعة على هيكل مرسيدس-بنز لتقليل التكاليف طوال عمرها التشغيلي وتتميز بمستويات حماية قابلة للتطوير. تم عرض "تمساح 4" في معرض أيدكس 2023 الإماراتي استنادًا إلى هيكل سيارة Mercedes-Benz 1725 Atego 4x4، ويبلغ الحد الأقصى لوزن السيارة الإجمالي 15 طنًا، منها 4 أطنان حمولة. بالإضافة إلى القائد والسائق، يمكن للمركبة أن تحمل ستة ركائز، مع خيارات تشمل مقاعد مخففة للانفجار، وإطارات قابلة للتسرب، ونظام تضخم مركزي للإطارات. توفر الكاميرات الوعي الظرفي من خلال 360 درجة وهناك كاميرا واحدة للرؤية الليلية للسائق. ويمكن أيضًا تجهيزها بنظام GPS وطلاء عسكري.
يبلغ طول تمساح 4 6.2 متر، وعرضها 2.5 متر، وارتفاعها 2.7 متر، وهي مزودة بإطارات مقاس 365/65/R20، وتتوفر إضافات Run-Flat كخيار. يتمتع السائق بشاشة عرض مقاس 9 بوصات متوافقة مع NVG لا تعرض بيانات المحرك فحسب، بل تعرض أيضًا الصور التي توفرها كاميرا حرارية أمامية واحدة وكاميرات ثلاثية النهار. لكن غرابة المركبة هي نمطيتها الكاملة؛ وفي معرض إيديكس، تم عرض المركبة مع فصل الوحدة الخلفية، ورفعها من الهيكل بفضل أربع رافعات ميكانيكية. لتقليل الاهتزازات، يتم وضع حصيرة مطاطية بين الهيكل والوحدة، ويتم القفل باستخدام حوالي 20 مسمارًا يتم وضعها في مكانها من داخل الكابينة المغطاة. تسمح هذه النمطية بإعادة تشكيل الدور بسرعة كبيرة عند نشره في قاعدة أمامية؛ وتشمل الوحدات التي تم النظر فيها بالفعل، إلى جانب الوحدة الناقلة، مركز قيادة وسيارة إسعاف وقاذفة صواريخ.
من بين الأعضاء الآخرين في عائلة تمساح 4x4، تمساح شيربا التي تعتمد على هيكل Arquus Sherpa الفرنسي 4x4، بالإضافة إلى تمساح 3، وتمساح 5، وتمساح 6، والتي بالإضافة إلى تسويقها كناقلات جنود مدرعة، فهي متاحة أيضًا كشاحنات صغيرة.

### مستوى الحماية
يوفر الهيكل الفولاذي الملحوم حماية باليستية إلى المستوى BR6، ولكن يمكن ترقيتها إلى BR7، ضد طلقات خارقة للدروع عيار 7.62×51 ملم. تشبه في الحجم مركبة التمساح 1 المدرعة التي تم الكشف عنها لأول مرة في عام 2015، بدن التمساح 4 محمي ضد القذائف والشظايا الخارقة للدروع عيار 7.62 ملم، ويمكنها نقل ستة جنود بالإضافة إلى طاقم مكون من شخصين. تتميز المركبة بنظام كاميرا نهاري/ليلي مثبت على السطح ونظام كاميرا يعمل بالأشعة تحت الحمراء لمهام الاستطلاع والمراقبة. وفقًا للمعلومات التي تم الحصول عليها في إيديكس، فإن الحماية من الألغام في المستوى 4، حيث تتمتع مركبة التمساح 4 بخلوص أرضي يبلغ 320 ملم، وجميع الركاب مجهزون بمقاعد مضادة للانفجار. يمكن تجهيز التمساح 4 بمحطة أسلحة يتم التحكم فيها عن بعد ومثبتة أعلى المقصورة الأمامية، وهي أبواب مزودة بمنافذ إطلاق.

### التسليح
تم تجهيز النسخة التي تم عرضها في معرض أيدكس 2023 بمحطة الأسلحة عن بعد Eagle التي طورتها الشركة العربية العالمية للبصريات، والتي تكون مسلحة عادةً بمدفع رشاش ثابت عيار 12.7 ملم مع تغذية من اليسار وحزمة الإلكترونيات الضوئية على اليمين. يمكن أيضًا تزويدها بمدافع رشاشة أخرى بما في ذلك المدافع الثقيلة الروسية عيار 12.7 ملم و14.5 ملم KPVT التي تتغذى من اليمين. تتكون حزمة المستشعر من كاميرا حرارية غير مبردة وكاميرا نهارية وجهاز تحديد المدى بالليزر بمدى أقصى يصل إلى 3300 متر. تتميز محطة الأسلحة عن بعد أيضًا بجهاز محاكاة مدمج وكمبيوتر حسابي باليستي.

### المناورة
مدعومة بمحرك بقوة 245 حصانًا مع عزم دوران 900 نيوتن متر عند 1400 دورة في الدقيقة، مقترنًا بناقل حركة أوتوماتيكي، مما يتيح سرعة قصوى على الطريق تبلغ 95 كم / ساعة وتحمل 500 كم.

## المستخدمون
- مصر

## أنظر أيضًا
- مدرعة تمساح (مصر)
- تمساح 1
- تمساح 2
- تمساح أتوبيس
- تمساح 3